# Eidgenössische Volksabstimmung über die neue Finanzordnung 2021
Die eidgenössische Volksabstimmung über die neue Finanzordnung 2021 war eine Abstimmung in der Schweiz über den Bundesbeschluss vom 16. Juni 2017 zur  Änderung der Bundesverfassung. Wie bei allen obligatorischen Referenden war sowohl das Stände- als auch das Volksmehr für die Annahme notwendig. Gegenstand der Abstimmung war die Erlaubnis für den Bund, die direkten Bundessteuern (DBST) und die Mehrwertsteuer (MWST) befristet bis zum 31. Dezember 2035 auch weiterhin erheben zu können. Die Erhebung von Steuern durch den Bund erfolgte seit ihrer Einführung (direkte Bundessteuer: Volksabstimmung vom 6. Juni 1915; Mehrwertsteuer: Volksabstimmung vom 28. November 1993) immer mit befristeten Regelungen und musste daher periodisch von Volk und Ständen wieder genehmigt werden. Bei einem Nein hätte der Bund die DBST und die MWST ab Anfang 2021 nicht mehr erheben dürfen. Die Vorlage wurde am 4. März 2018 von allen Ständen und von 84,1 % der Volksstimmen angenommen.

## Behandlung des Bundesbeschlusses
Der Nationalrat trat als Erstrat einstimmig auf die Vorlage ein. Zwei Anträge von Kommissionsminderheiten, die die Befristung betrafen, wurden im Nationalrat behandelt und schliesslich verworfen. Der erste Antrag kam von den Mitgliedern der SVP-Fraktion, die die Befristung von 15 Jahren auf zehn Jahre reduzieren wollten; denn die Wirtschaftsentwicklung könne nicht auf 15 Jahre vorausgesehen werden. Dagegen wurde vorgebracht, dass zehn Jahre zu kurz seien und man sich nach der Volksabstimmung direkt wieder mit der Ausarbeitung einer neuen Finanzordnung beschäftigen müsse. Der zweite Antrag kam von einer Kommissionsminderheit aus der SP- und Grünen-Fraktion. Er forderte die Abschaffung der Befristung. Eine Befristung schaffte eine Asymmetrie in der Finanzpolitik, da langfristige Ausgaben (Zweckbindung der MWST) befristeten Einnahmen gegenüberstünden. Zudem profitierten auch die Kantone von der Erhebung der Bundessteuer. Der Nationalrat folgte schliesslich der Kommissionsmehrheit und verwarf den ersten Minderheitsantrag mit 120 zu 64 Stimmen und den zweiten Minderheitsantrag mit 134 zu 50 Stimmen. In der Gesamtabstimmung wurde die Vorlage mit 178 zu 9 Stimmen angenommen. Im Ständerat gab es keine Anträge; er stimmte der Vorlage in der Gesamtabstimmung einstimmig zu.
In den Schlussabstimmungen nahmen National- und Ständerat die Vorlage jeweils einstimmig an.

## Abstimmungstext
13. Übergangsbestimmung zu Art. 128 (Dauer der Steuererhebung)
Die Befugnis zur Erhebung der direkten Bundessteuer ist bis Ende 2035 befristet.
14. Übergangsbestimmung zu Art. 130 (Mehrwertsteuer)
1 Die Befugnis zur Erhebung der Mehrwertsteuer ist bis Ende 2035 befristet.
15. Übergangsbestimmung zu Art. 131 (Biersteuer)
Aufgehoben
II
1 Dieser Beschluss wird Volk und Ständen zur Abstimmung unterbreitet.

## Volksabstimmung

### Abstimmungsfrage
«Wollen Sie den Bundesbeschluss vom 16. Juni 2017 über die neue Finanzordnung 2021 annehmen?»

### Haltungen
Die neue Finanzordnung 2021 wurde von allen Parteien ausser der Autopartei und der Katholischen Volkspartei unterstützt.

### Ergebnisse
| Kanton                           | Ja     | Nein   | Beteiligung |
| -------------------------------- | ------ | ------ | ----------- |
| Zürich                           | 86,8 % | 13,2 % | 54,43 %     |
| Bern                             | 84,2 % | 15,8 % | 53,15 %     |
| Luzern                           | 84,0 % | 16,0 % | 45,55 %     |
| Uri                              | 81,5 % | 18,5 % | 46,12 %     |
| Schwyz                           | 79,0 % | 21,0 % | 55,25 %     |
| Obwalden                         | 84,3 % | 15,7 % | 60,43 %     |
| Nidwalden                        | 85,3 % | 14,7 % | 61,11 %     |
| Glarus                           | 82,5 % | 17,5 % | 48,60 %     |
| Zug                              | 86,0 % | 14,0 % | 60,03 %     |
| Freiburg                         | 81,9 % | 18,1 % | 50,64 %     |
| Solothurn                        | 80,6 % | 19,4 % | 51,97 %     |
| Basel-Stadt                      | 84,5 % | 15,5 % | 58,58 %     |
| Basel-Landschaft                 | 83,5 % | 16,5 % | 51,21 %     |
| Schaffhausen                     | 78,5 % | 21,5 % | 68,44 %     |
| Appenzell Ausserrhoden           | 82,7 % | 17,3 % | 51,36 %     |
| Appenzell Innerrhoden            | 84,9 % | 15,1 % | 45,66 %     |
| St. Gallen                       | 81,5 % | 18,5 % | 52,54 %     |
| Graubünden                       | 85,9 % | 14,1 % | 51,36 %     |
| Aargau                           | 81,7 % | 18,3 % | 50,38 %     |
| Thurgau                          | 81,8 % | 18,2 % | 49,56 %     |
| Tessin                           | 84,2 % | 15,8 % | 64,73 %     |
| Waadt                            | 88,2 % | 11,8 % | 54,95 %     |
| Wallis                           | 78,8 % | 21,2 % | 55,92 %     |
| Neuenburg                        | 84,2 % | 15,8 % | 50,78 %     |
| Genf                             | 87,0 % | 13,0 % | 53,64 %     |
| Jura                             | 79,4 % | 20,6 % | 45,68 %     |
| Schweizerische Eidgenossenschaft | 84,1 % | 15,9 % | 53,87 %     |